# Julio Jones
Quintorris Lopez „Julio“ Jones (* 8. Februar 1989 in Foley, Alabama) ist ein ehemaliger US-amerikanischer American-Football-Spieler in der National Football League (NFL). Zuletzt stand er bei den Philadelphia Eagles unter Vertrag, zuvor spielte er für die Atlanta Falcons, die Tennessee Titans und die Tampa Bay Buccaneers als Wide Receiver und wurde siebenmal in den Pro Bowl gewählt.

## College
Julio Jones wurde am 8. Februar 1989 in Foley, Alabama geboren. Er besuchte die University of Alabama und spielte für deren Mannschaft, die Crimson Tide, drei Jahre lang überaus erfolgreich College Football, wobei er insgesamt 17 Touchdowns erzielte. Unter seinen Teamkollegen befanden sich auch Marcell Dareus und Mark Ingram junior.

## NFL

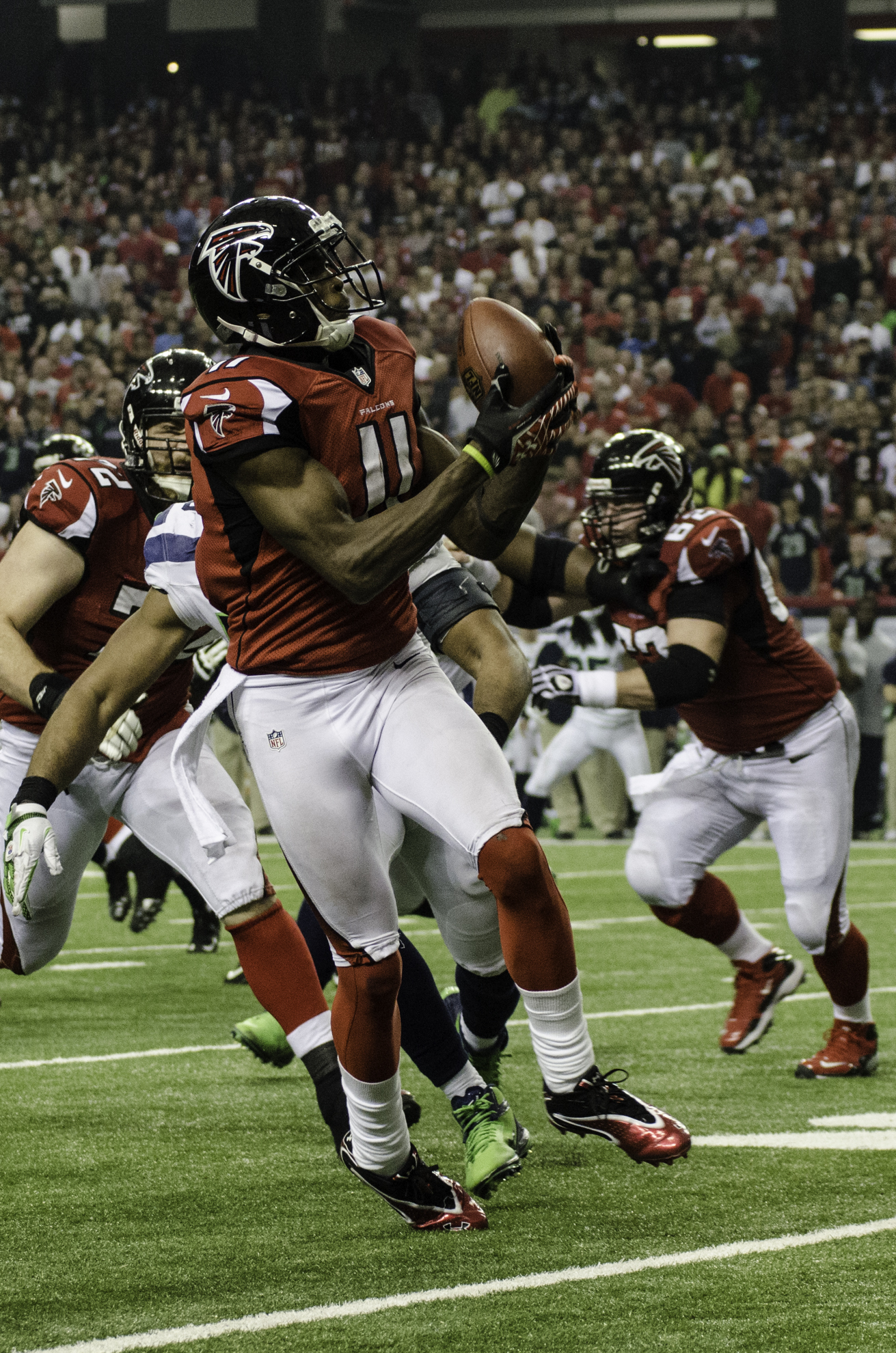
Jones bei den Falcons (2012)

Jones war der Erstrunden-Pick der Atlanta Falcons im NFL Draft 2011. Um den 6. Pick zu erhalten und ihn verpflichten zu können, gaben die Falcons im Tausch den 26., den 59. und den 124. Pick sowie den Erst- und Viertrundenpick der kommenden Saison an die Cleveland Browns ab. Jones dankte es seinem Team mit konstant guten Leistungen. In seiner Rookiesaison fing er 959 Yards und erzielte 8 Touchdowns. 2012 kam er auf 1.198 Yards und 10 Touchdowns. 2013 fiel er nach nur fünf Spielen den Rest der Saison verletzungsbedingt aus. 2014 stellte er mit 1.593 gefangenen Yards einen Team-Rekord auf. Im Spiel gegen die Green Bay Packers am 8. Dezember 2014 gelang ihm mit Passfängen über 259 Yards seine bis dahin persönliche Bestleistung. 
Am 29. August 2015 unterschrieb er bei den Falcons einen neuen Fünfjahresvertrag über 71 Millionen US-Dollar, mit $ 41 Millionen garantiert.
Am 2. Oktober 2016 erreichte er im Spiel gegen die Carolina Panthers 300 Yards nach Passempfängen. Nach der Saison erreichte er mit den Falcons den Super Bowl LI, welcher mit 28:34 gegen die New England Patriots verloren ging. In diesem Spiel fing er vier Pässe für 87 Yards.
Am 26. November 2017 erzielte er im Spiel gegen die Tampa Bay Buccaneers 253 yards mit 13 Catches und ist somit der einzige aktive Spieler, der 3 Spiele mit mehr als 250 Yards nach Passempfängen erspielt hat. Nach dieser Saison wurde er bereits zum fünften Mal für den Pro Bowl nominiert. 
In der Saison 2018, in Woche 10 gegen die Cleveland Browns, erreichte er mit 104 Ligaspielen am schnellsten in der Geschichte der NFL die 10.000-Yard-Marke. Seine Leistungen in der Saison führten ihn zu seiner sechsten Pro-Bowl-Teilnahme. Kein anderer Spieler erzielte in dieser Saison mehr Raumgewinn durch gefangene Pässe als Julio Jones (1.677).
Unmittelbar vor dem Saisonstart der Falcons in die Regular Season 2019 einigte sich Jones mit seiner Franchise auf einen neuen Dreijahresvertrag über 66 Millionen US-Dollar mit einem Unterschriftsbonus (Signing Bonus) von 64 Millionen Dollar und wurde damit zum bestbezahlten Wide Receiver der Liga.
2020 konnte Jones nur 9 Partien bestreiten.
Zur Saison 2021 wurde Jones auf eigenen Wunsch zusammen mit einem Sechstrundenpick 2023 für einen Zweitrundenpick 2022 und einem Viertrundenpick 2023 zu den Tennessee Titans getauscht. Er kam in zehn Spielen der Regular Season auf 31 gefangene Pässe für 434 Yards und einen Touchdown, zudem fing er bei der Play-off-Niederlage gegen die Cincinnati Bengals sechs Pässe für 62 Yards. Am 17. März 2022 entließen die Titans Jones.
Am 27. Juli 2022 unterschrieb Jones einen Einjahresvertrag bei den Tampa Bay Buccaneers.
Am 17. Oktober 2023 unterschrieb der 34-jährige Jones einen Vertrag bei den Philadelphia Eagles.
Am 4. April 2025 beendete Jones nach 13 Jahren seine aktive NFL-Karriere.

### Receiving-Statistik
| Jahr   | Team   | Rec | Yards  | Avg  | Lng | TD | Fmb | Fmb lst |
| ------ | ------ | --- | ------ | ---- | --- | -- | --- | ------- |
| 2011   | ATL    | 54  | 959    | 17,8 | 80T | 8  | 1   | 1       |
| 2012   | ATL    | 79  | 1.198  | 15,2 | 80T | 10 | 0   | 0       |
| 2013   | ATL    | 41  | 580    | 14,1 | 81T | 2  | 2   | 1       |
| 2014   | ATL    | 104 | 1.593  | 15,3 | 79  | 6  | 2   | 1       |
| 2015   | ATL    | 136 | 1.871  | 13,8 | 70T | 8  | 3   | 1       |
| 2016   | ATL    | 83  | 1.409  | 17,0 | 75T | 6  | 0   | 0       |
| 2017   | ATL    | 88  | 1.444  | 16,4 | 53  | 3  | 0   | 0       |
| 2018   | ATL    | 113 | 1.677  | 14,8 | 58  | 8  | 2   | 2       |
| 2019   | ATL    | 99  | 1.394  | 14,1 | 54  | 6  | 1   | 0       |
| 2020   | ATL    | 51  | 771    | 15,1 | 44  | 3  | 0   | 0       |
| 2021   | TEN    | 31  | 434    | 14,0 | 51  | 1  | 0   | 0       |
| 2022   | TB     | 24  | 299    | 12,5 | 48  | 2  | 0   | 0       |
| 2023   | PHI    | 11  | 74     | 6,7  | 22  | 3  | 0   | 0       |
| Gesamt | Gesamt | 914 | 13.703 | 15,0 | 81  | 66 | 11  | 6       |